# Max Weinberg
Max Weinberg (* 13. dubna 1951 Newark) je americký bubeník.
Vystudoval filmovou vědu na Seton Hall University, pak se připravoval na kariéru právníka, ale dal přednost hudbě. Od roku 1974 je členem skupiny E Street Band Bruce Springsteena, která byla v roce 2014 uvedena do Rock and Roll Hall of Fame. Hraje také v televizní show Conana O'Briena. Krátce působil ve skupině 10 000 Maniacs. Je autorem knihy rozhovorů s předními bubeníky The Big Beat: Conversations with Rock's Greatest Drummers.
Používá bubny značky Drum Workshop a činely Zildjian.
Jeho synem je Jay Weinberg, bývalý bubeník skupiny Slipknot.